# Dominion (album, HammerFall)
Dominion je jedenácté studiové album švédské heavy metalové skupiny HammerFall. Bylo vydáno 16. srpna 2019 vydavatelstvím Napalm Records. Producenty alba byli James Michael a kytarista Oscar Dronjak. Obal alba vytvořil Samwise Didier.
Před vydáním alba vyšel 3. května 2019 singl „(We Make) Sweden Rock”. Ke skladbě „Dominion” byl natočen videoklip.

## Seznam Skladeb
1. „Never Forgive, Never Forget“ (Cans, Dronjak) – 5:31
2. „Dominion“ (Cans, Dronjak) – 4:40
3. „Testify“ (Cans, Dronjak) – 4:29
4. „One Against the World“ (Cans, Dronjak) – 3:53
5. „(We Make) Sweden Rock“ (Cans, Dronjak) – 4:16
6. „Second to One“ (Cans, Dronjak) – 4:11
7. „Scars of a Generation“ (Cans, Dronjak) – 4:41
8. „Dead by Dawn“ (Cans, Dronjak, Norgren) – 3:59
9. „Battleworn“ – 0:39
10. „Bloodline“ (Cans, Dronjak) – 4:46
11. „Chain of Command“ (Cans, Dronjak) – 4:01
12. „And Yet I Smile“ (Cans, Dronjak) – 5:29

## Sestava
- Joacim Cans – zpěv
- Oscar Dronjak – kytara
- Fredrik Larsson – baskytara
- Pontus Norgren – kytara
- David Wallin – bicí